# 花のあすか組! ∞インフィニティ
『花のあすか組! ∞インフィニティ』（はなのあすかぐみインフィニティ）は高口里純による日本の漫画作品。『花のあすか組! BS(ブラックスクール)編』の続編にあたる。
前作のウェブコミック連載が2018年7月27日に終了し、コミックス上下巻が8月15日に発売された後、2018年9月7日からウェブコミック連載が始められた。ウェブコミックにおける二回分がコミックスでの一話分に相当する。コミックスには四話分がまとめられる。2019年7月8日に1巻2巻が同時発売された。電子書籍は、Renta!では2019年7月8日に先行配信され、他は8月8日配信であった。2021年8月20日にシリーズ最終回を迎えた。

## あらすじ
全中裏の24人のカゲボウシ（影武者）が、影武者の頂点の称号ファントムを競い合う抗争「24枠（contention・in・the・shadow、またはＣ→Sとも呼ばれる）」が始まる。「24枠」が始まる前のファントムの影武者、志文を所有するのは“神（ジーザス）”であった。
九楽あすかは全中裏との最後の繋がりだった、自身の影武者九曜巴紋、九曜星紋との絆を断ち切り、全中裏から決別した。しかし、HIBARIは九曜巴紋、九曜星紋を「24枠」に参戦させ、あすかを全中裏に繋ぎ止めようとする。　
“紅”はあすかを痛めつけるために、「24枠」に新たなルール「九楽あすかが接触した人物はすべてターゲットとなり、ターゲットを襲い攻撃できればボーナスポイントとなる」ということを加える。そして地下アイドルの「ままはる」がターゲットの一人になってしまい、あすかは彼女を守る。
東区裏番“神（ジーザス）”の影武者2人と、南区裏番“ミロク”の影武者3人との神対決の初戦は、東京タワー近くで行われた。ファントムの志文が現れ“神（ジーザス）”側の圧勝となった。“ミロク”の影武者3人がランクダウンした。
あすかがSNSに宣戦布告のメッセージを拡散させた夜、葵影は九曜紋に倒された。色影衆候補の精鋭の中から次の葵影になる人物が決まることになる。
紅影は影武者候補達から精鋭30人を束ね紅影軍団を作り、“神（ジーザス）”の影武者の夜羽と戦わせる。
“天使”雅は“神（ジーザス）”のドローンの名が「エンジェル」であることが気に食わず、紅影軍団と夜羽の戦闘中、「ミツバチ」に「エンジェル」を反射弓で撃ち落とさせた。また、ミコも横槍を入れ、紅影と戦う。紅影軍団が夜羽に敗北しそうにになった時、“ミロク”のドローン「天女」が現れ、紅影軍団に味方した。“紅”が“ミロク”に協力を申し込んでいたからである。勝敗は紅影の勝ちとなった。
あすかの影武者志願の赤の13（サーティーン）東条ティアラは、あすかからの試練として、あすかの身代わりとなったが見破られてしまい、末端構成員にやられそうになった。そこを最首に助けられた。
あすかは渋谷川暗渠へ向かい、内密にHIBARIから九曜紋二人を取り戻した。そして「24枠」への参戦を辞めさせる。矢子舞・姉が渋谷川暗渠に現れ、九曜紋二人との対決となる。そこへ最首が現れ、東条ティアラに九曜紋の戦いを見せつける。戦闘は九曜紋二人の勝利となった。
矢子舞・妹は北区の立体駐車場に現れた。「水」、忍、国生はそこへ向かおうとしたが、北区表番に阻まれる。矢子舞・妹の相手は影武者ではなく、「皇子5」ファンクラブ・「ミツバチ」だった。北区裏番“天使”・雅の領土で、東区裏番“神（ジーザス）”の影武者が、ルールを外れた行動を取ったことになる。「ミツバチ」は矢子舞・妹に降参した。続いて矢子舞・妹は北区表番を強襲する。
「24枠」中盤、側近 “右”・春日は、表番の行動に無制限の許可を与えた。
それにより「姫」は表番衆を招集しようとし、赤江たち四人の新参西区表番には行動の自由を許した。赤江かりんは〝戦・23〟での遺恨を持ち出し、八人の少女（那智一恵、忍流華、国生光、鈴木M、新宅貴弓、中山万利香、清白咲也、檸檬雅子）の協力を得て、「24枠」の最中、あすかへ再戦を仕掛けようとする。
その頃「24枠」では、九曜紋二人を味方に付けたあすかが紅影を襲撃し、「24枠」を破綻させようとしていた。“ミロク”は、あすかが九曜紋二人と共に影武者全てを襲撃するならば、影武者の位の変動が成らず、“神（ジーザス）”から劣勢に立たされ続けられると悲観した。そして“紅”への加勢を止め、〈ミロクの十二神将軍〉全てで〈神（ジーザス）の十二使徒の会〉との抗争に持ち込もうとする。
南区の〈ミロクの十二神将軍〉が東区に打って出、水元公園、深川ギャザリアにおいて〈神（ジーザス）の十二使徒の会〉との全面対決が行われる。
同時期「姫」は、筆頭表番の権限で召集させた表番衆に、裏番十人衆への下克上を宣言していた。

## 登場人物

### 主要登場人物
九楽 あすか（くらく あすか）
中学2年生14歳。ケンカが強くカリスマ性のある美少女。全中裏・側近“左”だったが今は全中裏から抜けている。しかしHIBARIとの絆や、“紅”の逆恨みにより、全中裏のイベントの中心人物となってしまう。「24枠」の場合も、自身の影武者である九曜巴紋、九曜星紋との絆を断ち、全中裏との関係を無くそうとしたが、“紅”が立案した新ルールにより渦中に置かれた。
命の半分をヨーコに、もう半分をHIBARIに預けている。
携帯電話もスマートフォンも持たず、相手の目を見て自分の口から伝える主義だったが、ミコにスマートフォンを持たされている。
自分と接触したせいで、影武者候補達から攻撃ターゲットになった地下アイドル「ままはる」を守り、自宅に匿う。また、本気でメジャーデビューを目指す「ままはる」達に協力する。
そして宣戦布告のメッセージをSNSに拡散させ反撃に出、影武者候補達を制裁し「あすかの周りで騒ぎを起こすな」と念を押した。
「24枠」序盤から、あすかの影武者候補と自称し、あすかの後を付け回していた東条ティアラには、あすかの影武者となるための試練を与える。それは「あすかのふりをして影武者候補者達が襲って来るかどうか」というものだった。
「24枠」中盤、HIBARIに内密に九曜巴紋、九曜星紋を「24枠」のルールから外し、再び自分の影武者として従わせる。そして九曜星紋のふりをし、“ミロク”の加勢を受けていた紅影を倒す。九曜巴紋、九曜星紋と共に影武者達を襲撃し、「24枠」の構造を破綻させようとする。
ミコ / 堂本 美子（どうもと みこ）
中学2年生14歳。あすかの親友。眉毛を剃っており「眉無しのミコ」とも呼ばれる。一人称は「オレ」。どんな時でも威勢がいい。全中裏には入らなかったが西区筆頭表番候補だったため、内情に詳しい。最首に歯が立たないことを腹立たしく思っている。
現在はスマートフォンでソーシャルゲームに課金したり、2.5次元にハマり秋葉原に通ったりしている。
あすかと接触のある人物として影武者候補達から襲撃を受け、その動画をSNSに上げられた。
紅影軍団と“神（ジーザス）”の影武者・夜羽との戦いに割って入り、紅影に対して“紅”への積年の恨みをぶつけた。
不破 徳美（ふわ なるみ）
元・東区・江東区エリアマスター。中学2年生14歳。通称「オオカミ」。一人称は「オレ」。短髪にバンダナを巻いていることが多い。規律よりも事態を引っ掻き回すことを好むので信用がない。
全中裏から引退しているが、「姫」から「西区表番では出来ないこと」を指示され、あすかやミコを偵察している。「姫」の命令に従っているようであるが、本心では騒動全体の動向を把握しようと目論んでいる。
“神（ジーザス）”のドローン「エンジェル」が、“天使”  雅の親衛隊「ミツバチ」の反射弓によって撃ち落とされている動画を西区表番・赤江に送ったり、ミコに影武者達の抗争の動画が、YouTuberに流されれいる事を伝えるなどしている。
市花 文緒（いちはな ふみお）
元・北区・荒川区エリアマスター。中学2年生14歳。短髪で帽子を被るなどしている。全中裏からは引退しているが、あすかや西区表番達と行動を共にする事もある。淡々としていて実力がある。あすかに接触した人物として、影武者候補達のターゲットとなる。
不破が半端に「24枠」に関わろうとしていたため見張っていたり、あすかの指示で「ままはる」を尾行するなど、状況を見守る立場を取っている。
「弁天」
南区・港区エリアマスター 。「弁天」の手下で「タワーの住人」と呼ばれる港区末端構成員達が、影武者候補達に襲われていたミコを助けた。「24枠」を目にしているが傍観している。
鈴木M（すずきエム）
西区・渋谷区エリアマスター。渋谷に「姫」が現れたとの情報で、末端構成員へ指示を出す。また、渋谷川暗渠でのあすかの行動にかなり動揺した。
「24枠」中盤、赤江に同調し、あすかとの勝負に参戦する。
新宅 貴弓（しんたく きゆみ）
墨田区エリアマスター。「24枠」中盤、赤江に同調し、あすかとの勝負に参戦する。悪知恵に定評がある。
中山 万利香（なかやま まりか）
品川区エリアマスター。「24枠」中盤、赤江に同調し、あすかとの勝負に参戦する。
清白 咲也（すずしろ さくや）
元・世田谷区エリアマスター。「24枠」中盤、赤江に同調し、あすかとの勝負に参戦する。あすかが全中裏に居た頃の出来事（『花のあすか組!』外伝 第17話）から、反感を抱き続けている。
檸檬 雅子（れもん まさこ）
元・目黒区エリアマスター。15歳。南区表番の〝使い魔〟である。
「24枠」中盤、赤江に同調し、あすかとの勝負に参戦する。他に集まった人物達には嫌悪されているが、あすかの手の内を知っているため、赤江に参戦を認められる。
最首 環（さいしゅ たまき）
高知から東京に出て来ているツリ目の女子高生。目的はHIBARIの攻略である。
東条ティアラがあすかからの試練を受け、末端構成員達に襲われていた所を助ける。その後、渋谷川暗渠で、九曜紋二人と矢子舞・姉との戦いを東条ティアラに見せ付け、巻き込ませた。
「薔薇の宮」
全中裏の初代・側近“左”。元・SS総括。〈天使の七大天使団〉を創設した人物。「薔薇の宮」の権限で、北区表番の中に影武者「みかえる」がいるという二重構造を可能にした人物。
ヨーコ / 鬼島 陽湖 （きじま ようこ）
故人。あすかの親友だった女子高生。今でもあすかへの影響力が大きい。
オバちゃん
ミコのソーシャルゲーム友達。ソーシャルゲームに月十万円課金する主婦。あすかの異質さに惹かれ、「ゆる姫」の参加するイベントに行こうとしている。

### 地下アイドル「ゆる姫」
秋葉原の地下アイドルグループ「ゆるぎない王国の姫君」の通称。事務所の人気ではベスト10外である。週に三回、鹿鳴館劇場でミニライブを行っている。所属するIBARA事務所が開催する全ユニット参加のカーニバルで、「ゆる姫」のライブの順番が事務所のツートップに挟まれ、窮地に立たされる。それでもメジャーデビューを勝ち取ろうと、あすかの提案を受け入れる。
「ままはる」春田 真々代
杉並区の中学2年生14歳。ガリガリに痩せており、メンバーからの評価が低い。母親に虐待され家出中で、いつも大きな荷物を持ち漫画喫茶などを転々としていた。学校でもイジメにあっている。他人に「自分のような人間は死んでもいい」と思われていると感じるが、それに立ち向かう。一人で生きる性格が、ヨーコに似ている。
あすかにライブのチラシを渡したことのみで、影武者候補達のターゲットにされ何度も襲われるようになった。その責任を感じたあすかの誘いで、あすかの家に連泊することになる。あすかの「明日が来なければいいと思っていた。だから頑張ることをやめた。」との語りを聞き共感する。
事務所の全ユニットが参加するカーニバルを控え、メジャーデビューへの希望を持つが現状は厳しい。あすかとの対話によって、デビューしトップアイドルになれるだけの実力と英知を、ユニットの仲間達と共に生み出そうとする。
しかし、学校で地下アイドルであることがばれ生徒からのいじめが酷くなり、右腕を折るなどの重傷を負って警察に保護される。そしてあすかの家に帰らなくなり、「ゆる姫」のミーティングにも現れず、誰にも連絡を取らなくなった。
「くっきー」渡辺 久美
18歳。美少女。前髪を後ろに結わえている。文句が多い。
尾沼 みら
17歳。大人びた容姿。
「あやのの」布石 あやの
18歳。猫耳のカチューシャを付けている。
「ゆうり」木下 ゆうり
16歳。ツインテール。
「ちゃんちょ」蝶野 まりあ
15歳。太め。えくぼがあり、おさげ髪。お人好し。

### 全中裏
主に女子中学生で構成される組織。HIBARIの命令で様々なイベントを実行する。所属する女子中学生は主に、昼は学校へ行き、夜イベントへ参加する。イベントの様相は世間から隠す。世間に情報を流した者は懲罰される。現在は全中裏の24人のカゲボウシ（影武者）が、影武者の頂点の称号「ファントム」を競い合う抗争「24枠」が進行中である。
HIBARI（ひばり）
全中裏統括者。正体不明の女性である。目をベールで隠し、縦ロールで豪華なドレス姿の人物。あすかとの関係が深い。あすかを繋ぎ止めるために、本来「24枠」には関わらないはずの九曜巴紋、九曜星紋を参戦させた。また、ゲームを面白くさせるために “紅”が立案した新ルールを承諾した。影武者候補達の戦いを楽しみ、「24枠」を終結まで続けさせようとしてる。

#### 裏番十人衆
全中裏本部にいる時はベールを被っている。裏番十人衆の中で側近 “右”“左”は格上である。あすかが全中裏を去ったのち、側近 “左”は空席となっている。
［側近・左右］
側近 “右”- 春日 （かすが）
女性ではない。18歳。HIBARIに忠実で、HIBARIが全中裏のイベントに、あすかを巻き込む意図や心情を理解している。「姫」を大事なコマとしており、本来なら西区筆頭表番より高い地位を与えるはずだった。
あすかがSNSに宣戦布告のメッセージを拡散させた夜、あすかを待ち伏せ、珍しく一対一で対決した。それはHIBARIを不快にさせた。
「24枠」中盤、表番の行動に無制限の許可を与えると筆頭表番「姫」に伝えた。
［三色］
“紅”
 西区裏番。美人だが、左目の下にあすかに付けられた傷跡があり、隠している。いつも派手な格好をしている。性格が悪く、多くの人間から嫌われているが、紅影からは慕われており、いち早く影武者の更新を済ませた。前・西区裏番であり、自分の顔に傷を付けたあすかに恨みを持ち、あすかを痛めつける為に様々な計略をめぐらす。「24枠」では「あすかに接触した人物を襲うとボーナスポイントとなり、影武者候補としてのランクが上がる」という新ルールを提案した。
紅影をファントムにするために、本体の出番はないはずの「24枠」に介入し、“ミロク”へ紅影のランクアップの協力を秘密裏に申し込む。それが叶ったら九曜紋を攻略すると言う。あすかを「24枠」に巻き込むことが九曜紋の攻略に繋がると思惑する。
「24枠」中盤、東条ティアラをあすかだと見間違える。
- “紅”のもくろみ
  - 紅影に色影衆候補の中から精鋭を集めさせ軍勢を作らせる。（紅影軍団）
  - その軍勢で、影武者と影武者候補達に、紅影を勝利させる。
  - 24枠ある影武者の枠の中で紅影の枠数を増やす。
  - 紅影をランクアップさせ、ファントムの称号を頂かせて「24枠」を制する。
  - 次にあすかと対峙する時、紅影と紅影の作った軍勢を力とし勝利する。

［天］
“天使” - 雅（みやび）
北区裏番。全中裏の〝ハレルヤ2Yプロジェクト〟のために、男装し男性アイドルグループ「皇子5」のセンターとして活動している。一人称は「僕」。影武者「みかえる」と北区表番7人で構成される〈天使の七大天使団〉 を率いる。
“神（ジーザス）”のドローンの名が「エンジェル」であることが気に食わず、「皇子5」ファンクラブ総括責任者・ヒミコに、“神（ジーザス）”のドローン「エンジェル」の全機撃墜を命令する。
また、ツアー中、影武者「みかえる」と入れ替わった。裏番十人衆が「24枠」に参戦した初例である。
紅影軍団と“神（ジーザス）”の影武者・夜羽との戦いに割って入り、夜羽のドローン「エンジェル」を「ミツバチ」反射弓で撃ち落とさせた。
男性アイドルグループ「皇子5」
雅がセンターをつとめる男性アイドルグループ。
「皇子5」ファンクラブ（F・C）
公式ファンクラブ所属の「ミツバチ」と呼ばれる親衛隊があり、そのメンバーは特徴的なカチューシャを付けている。ファンクラブ総括責任者・ヒミコは“天使”雅の判断を全面支持し、“神（ジーザス）”のドローン「エンジェル」を「ミツバチ」達に反射弓で撃ち落とさせた。
“神（ジーザス）”
東区裏番。前髪パッツンでツインテール。ツリ目の美少女。影武者「八枠」と東区表番四人で構成される〈神（ジーザス）の十二使徒の会〉 を率いる。影武者の頂点の称号ファントムを頂く志文を所有する。「エンジェル」と呼ばれるドローンを使う。
神（ジーザス）の影武者・夜羽が紅影に負け、ランクダウンしたことに怒る。志文は〈天使の七大天使団〉仕返しを始める。
作中では「志文」こそが本来の神（ジーザス）であるかのように影武者である志文に対して神（ジーザス）が敬語を使っている描写もあったが最後まで明かされることはなかった。
“ミロク”
南区裏番。無表情で物静かな口数の少ない少女。学校では生徒会長を務めている。影武者「八枠」、南区表番4人で構成される 〈ミロクの十二神将軍〉 を率いる。「天女」と呼ばれるドローンを使う。〈ミロクの十二神将軍〉との会議には学校の一室を使い、スマートフォンで会話する。
“紅”から、紅影のランクアップへの協力を秘密裏に申し込まれる。それが叶ったら九曜紋を攻略すると説得される。そして“神（ジーザス）”の影武者・夜羽に、紅影軍団が敗北しようとした時、ミロクのドローン「天女」で紅影軍団の味方をし、勝利させた。
「24枠」中盤、あすかが九曜紋二人を味方に付け、「24枠」を破綻させようとしていると知る。この三人が全ての影武者と対峙する事態になれば、影武者の位は変動せず、“神（ジーザス）”から劣位のまま「24枠」が終了すると悲観した。その上で“紅”への協力をやめ、〈神（ジーザス）の十二使徒の会〉への全面攻撃を開始する。

#### 西区表番
西区裏番は“紅”。西区表番は先代、先先代から、“紅”の無理難題な命令に逆らえず　辛酸を嘗めてきたため、“紅”へ引導を渡すつもりでいる。西区表番達は、あすかに接触した為、影武者候補のターゲットになる。赤江と那智は「姫」 、忍と国生は「水」の指示に従っていた。
「24枠」中盤、赤江、那智、忍、国生は、新参者として「姫」「水」から行動の自由を与えられる。四人は協力者を集め、あすかへの再戦を試みる。「姫」と「水」は他の表番衆と共に、裏番十人衆への下克上を開始する。
「姫」 巳姫 正子（みき しょうこ）
筆頭表番。中学1年生13歳。おかっぱ頭の美少女で目が黒目がち。春日から寵愛され、直接謁見できる。一時、影武者候補におり、ファイナルナンバー（影武者に限りなく近い立場）だった。
元・エリアマスターの現・表番達が、あすかに接触し影武者候補のターゲットになるのを黙認している。「黒世代に一人、頭のいい人物（黒の2・セカンド、村主彩花）がいる」と述べる。
不破に「西区表番では出来ないこと」を指示し、渋谷川暗渠へ行かせたりしている。九曜紋がHIBARIよりあすかの味方をするなら、「24枠」は破綻すると推測する。
「24枠」中盤、筆頭表番の権限で各区表番の招集を行う。（ここで姫は「西区筆頭表番」ではなく「筆頭表番」として全区の表番を招集している。このため、この作中では姫は都内全表番の筆頭として描かれている）「24枠」進行中に私情でルール違反をした裏番十人衆、“紅”、“天使”、“神（ジーザス）”の行動による事態に対し、裏番十人衆への下克上を宣言した。
「水」 水森 奈々（みずもり なな）
中学2年生14歳。眼鏡をかけたパーマのショートカット。情報蒐集能力に長け、HIBARI･SSから内密の資料である「24枠」の「位の順位」を入手した。その後もランク変動を観察する。
元・北区エリアマスターの忍と国生ですら知らない、天使の七大天使団や「みかえる」の内情を熟知していた。
赤江 かりん（あかえ かりん）
元・東区・中央区エリアマスター。中学2年生14歳。眉間にホクロがあり、長い髪を三つ編みにまとめている。〝戦・23〟以来「姫」との信頼関係がある。不破の言動にイラついている。
東区内で那智と作戦会議していたため、那智と共に東区表番たちからの制裁の目にあった。
「姫」からの命令で、那智と共に“紅”の動向を見張っていたが、「24枠」の中盤「姫」から行動の自由を与えられた。その時点で、過去のエリアマスターの闘争〝戦・23〟でのあすかへの遺恨を持ち出し、あすかへの再戦をもくろむ。那智、忍、国生とエリアマスター達に事情を伝え、鈴木M、新宅貴弓、中山万利香、清白咲也、檸檬雅子を味方につける。
那智 一恵（なち かずえ）
元・東区・葛飾区エリアマスター。中学3年生15歳。女らしい長髪の美少女。以前は全中裏内の動向に全く関心がなかったが、西区表番となってから信条が変わっている。
赤江と行動を共にしていた。「24枠」の中盤、赤江のもくろみに乗り、あすかへの勝負に参戦する。
忍 流華（しのぶ るか）
元・北区・足立区エリアマスター。中学1年生13歳。雑に髪を一まとめにしている。血気盛んな性格で、積極的にあすかと接触し、影武者候補からの襲撃を、返り討ちにしようと楽しみにしている。また、「水」の指示により、国生と共に「皇子5」の親衛隊「ミツバチ」を大人しくさせるために暗躍する。
矢子舞・妹の動向を「水」に知らせ、北区の立体駐車場へ向かう。
「24枠」の中盤、赤江のもくろみに乗り、あすかへの勝負に参戦する。
国生 光（こくしょう ひかる）
元・北区・練馬区エリアマスター。中学3年生15歳。前髪を分けたボブカット。慎重な性格だが、「水」の命令で性質が反対の忍と行動を共にし、暗躍する。すぐに暴れたがる忍を本筋に戻す。
「24枠」の中盤、赤江のもくろみに乗り、あすかへの勝負に参戦する。

#### 東区表番
東区裏番は“神（ジーザス）”。神（ジーザス）の影武者になれなかった者達である。東区内で作戦会議していた赤江と那智を制裁する。紅影軍団と神（ジーザス）の影武者・夜羽との戦いを見守っていた。あからさまに「24枠」に関わって来ていた。
「24枠」中盤、筆頭表番「姫」 からの招集に応じるが、「姫」には反感を持っている。「姫」より裏番十人衆への下克上の命令を下された。
「桔梗」（ききょう）
14歳。ヘアバンドをしたボブカット。東区表番のリーダー格。
「雀」（すずめ）
15歳。ショートカット。
「蝶」（ちょう）
15歳。前髪の短いロングソバージュヘア。
「桐」（きり）
14歳。リボン付きポニーテール。肌黒。

#### 北区表番
北区裏番は“天使”・雅。北区表番は〈天使の七大天使団〉とも呼ばれる。 “天使”雅が北区表番よりも「皇子5」ファンクラブを重用するので、「皇子5」ファンクラブとは犬猿の仲である。そのことでエリアマスターだった頃、忍や国生は苦労していた。あすかの存在や「24枠」を軽んじ、領土を守ることを最重要視している。その理由で、矢子舞・妹を追っていた「水」、忍、国生の邪魔をした。その後、矢子舞・妹との抗争になる。
「24枠」中盤、筆頭表番「姫」 からの招集に応じる。「姫」より裏番十人衆への下克上の命令を下された。
「マリア」
14歳。右の目元に星のマークがあり長髪。セーラー服姿。シオンと親密。
「イブ」
14歳。ウェーブの長髪。八重歯。
「エデン」
14歳。くりくり髪のショートカット。前髪は目の下まで長い。正体は「みかえる」である。「姫」 の招集には応じなかった。
「サロメ」
14歳。ツインテールの美少女。「みかえる」と手話で会話する。
「シオン」
15歳。眼鏡をかけている。ショートカット。頭にアクセサリーを付け、学ラン姿。マリアと親密。
「ノア」
15歳。オカッパ頭。細い目。チャイナ服。
「聖」（ひじり）
16歳。帰国子女のため他のメンバーより年長。ヘアバンドをして髪を二房に束ねている。太め。北区表番のリーダー格。

#### 南区表番
南区裏番は“ミロク”。「南区表番四天王」と呼ばれる。「24枠」中盤、筆頭表番「姫」 の招集に応じる。「姫」より裏番十人衆への下克上の命令を下された。
「黄泉」（よみ）
15歳。ソバージュのオカッパ頭。東京タワー近くで行われた神対決を見に来ていた。
「荒神」（あらがみ）
15歳。眼鏡をかけている。前髪の短いストレートの長髪。
「空」（くう）
15歳。着物姿。帽子を被っている。細い目。「姫」の美少女ぶりを可愛がる。
「牛頭山」（ごずやま）
14歳。編み込みのおさげ髪。笑くぼがある。「姫」を美少女ぶり可愛がる。

#### カゲボウシ（影武者）
24人存在する。影武者の頂点を導き出す抗争「24枠」が始まり、裏番十人衆の影武者の枠を24人と影武者候補が争奪し合う。裏番十人衆は自分の影武者になる者を選別する。そして真の目的は、影武者の頂点の称号「ファントム」を勝ち取ることである。多くの影武者は顔を布で隠している。
《色影衆》（ベビーチック（末端構成員）の色影衆候補も色影衆と呼ばれる）
“三色”に一枠ずつ。葵影は3人で一枠とされる。
紅影（べにかげ）
“紅”のカゲボウシ。「24枠」の順位は8位。“紅”に心酔しており、どの影武者よりも早く“紅”の影武者の継続を希望し、認められた。あすかへの恨みも“ 紅”と共有している。
“紅”の命令により、影武者候補達から精鋭30人を束ね紅影軍団を作り、“神（ジーザス）”の影武者・夜羽に挑んだ。“紅”が“ミロク”の協力を得たことで、“ミロク”のドローン「天女」の力を借り、夜羽に勝利した。
「24枠」中盤、〈ミロクの十二神将軍〉と共に九曜巴紋、九曜星紋に挑んだが、九曜紋に扮したあすかに敗れる。そして先を読んだ“ミロク”から、一方的に加勢を止められる。
葵影（あおかげ）
“葵”三姉妹の影武者3人の総称。前作『花のあすか組! BS(ブラックスクール)編』から登場している。あすかが宣戦布告のメッセージを拡散した夜、九曜紋に倒された。枠が空き、影武者候補が新たな葵影になろうとされている。
朱影（あかかげ）
“朱”のカゲボウシ。『花のあすか組! BS(ブラックスクール)編』から登場。
《鬼影》
“赤鬼”、“青鬼”に1人ずつ。
《局衆》
側近“左”“右”の影武者。春日に影武者が存在するのかは不明である。九曜紋より強い影武者はおらず、別格扱いで「24枠」に参戦することは本来ならありえなかった。あすかが九曜紋との絆を断ち切ったために、「24枠」への参戦がHIBARIによって決まった。HIBARIがあすかを全中裏へ繋ぎ止めるためである。
九曜巴紋
九曜御三家のひとり。九曜星紋と合わせて九曜紋と呼ばれる場合が多い。あすかと良く似た風貌でソバカスがある。ファーの付いたジャケットを着ている。あすかに影武者を辞めさせられた後、HIBARIの命令により「24枠」に参戦させられた。九曜星紋と行動を共にし、総ての影武者を倒すことで、あすかの影武者に戻ろうとする。
あすかから内密に、「あすかとHIBARIのどちらに付くか」と問われ、九曜星紋と共に「あすかに付く」と答えた。そしてあすかの影武者として動く。まずは渋谷川暗渠で、矢子舞・姉と戦った。
九曜星紋
九曜御三家のひとり。あすかと良く似た風貌で額に「S」の字がある。ヒョウ柄のジャケットを着ている。あすかに影武者を辞めさせられ、「24枠」に参戦させられた後は、九曜巴紋と行動と目的を同じにする。九曜巴紋よりも弱音を吐くことが多い。
《天空領域》
〈天使の七大天使団〉
北区表番と同じメンバーである。
天使の影武者は「みかえる」と呼ばれる。影武者「みかえる」と北区表番が競い、勝者が次の「みかえる」となり、敗北者は表番になる。現在の「みかえる」は女装の少年である。〈天使の七大天使団〉は「薔薇の宮」が〝ハレルヤ2Y〟プロジェクトを始動した時に発生した。
「みかえる」
“天使”・雅と入れ替わり、テレビ中継で素肌を晒し、男だと判明した。本来なら〝ハレルヤ2Y〟プロジェクトの「皇子5」の一員だったが、“天使”・雅の加入によって除外され、影武者となった人物である。北区表番の「エデン」と同一人物である。手話で会話する。“天使”・雅“と同じくフェンシングのサーベルを武器にする。
「24枠」中盤、“天使”・雅の命令であすかと戦うが敗北した。あすかに「“天使”・雅より多少手強い」と評価される。
〈神（ジーザス）の十二使徒の会〉
影武者八枠と東区表番四人で構成される。影武者は独特の衣装をまとい、胸には認識プリントがある。
志文（しもん）
ファントムの称号の所有者。「24枠」を開始させる鬨の声をSNSに拡散させた。
夜羽（よはね）
服にユニコーンの認識プリントがある。紅影が束ねた影武者候補の精鋭30人（紅影軍団）をドローンで攻撃する。
矢子舞（やこぶ）姉妹
服に蜂の認識プリントがある。姉は起高音（スズメバチ）ドローンを使い、妹は無音（サイレント）ドローンを使う。矢子舞・姉は渋谷川暗渠で九曜紋と戦って負け、同時に矢子舞・妹は北区で「ミツバチ」を襲い降参させた後、北区表番と戦った。
TOMAS（トマス）
服にバラ十字の認識プリントがある。「24枠」中盤から参戦する。水元公園にて〈ミロクの十二神将軍〉の内三人と対戦する。
真田衣（またい）
服にドラゴンの認識プリントがある。「24枠」中盤から参戦する。水元公園にて〈ミロクの十二神将軍〉の内三人と対戦する。
夜羽（よはね）
服にユニコーンの認識プリントがある。「24枠」中盤から参戦する。水元公園にて〈ミロクの十二神将軍〉の内三人と対戦する。
由陀（ユダ）
服に人魚（マーメイド）の認識プリントがある。「24枠」中盤から参戦する。深川ギャザリアのヘリポートにて〈ミロクの十二神将軍〉の内二人と対戦する。
ペトロ
服に一ツ目の認識プリントがある。「24枠」中盤から参戦する。深川ギャザリアのヘリポートにて〈ミロクの十二神将軍〉の内二人と対戦する。
〈ミロクの十二神将軍〉
影武者八枠と南区表番四人で構成される。「24枠」中盤から姿を現し参戦し始める。
馬珠羅（まじゅら）
半影用の仮面装備、戌神面を被る。仮面の下にはマスクを被っている。「24枠」中盤から参戦する。水元公園にて〈神（ジーザス）の十二使徒の会〉の内三人と対戦する。
マンデーラ
卯神面を被る。「24枠」中盤から参戦する。水元公園にて〈神（ジーザス）の十二使徒の会〉の内三人と対戦する。
波じゅら（ぱじゅら）
辰神面を被る。「24枠」中盤から参戦する。水元公園にて〈神（ジーザス）の十二使徒の会〉の内三人と対戦する。
インドラ
巳神面を被る。「24枠」中盤から参戦する。深川ギャザリアのヘリポートにて〈神（ジーザス）の十二使徒の会〉の内二人と対戦する。
シャンデラ
申神面を被る。「24枠」中盤から参戦する。深川ギャザリアのヘリポートにて〈神（ジーザス）の十二使徒の会〉の内二人と対戦する。

#### ベビーチック（末端構成員）
「24枠」において、影武者候補と、その中の色影衆（裏番十人衆“三色”の影武者を希望している者）として選出された末端構成員と、元・影武者を合わせた集団が競い合う。14歳は「赤世代」、13歳は「青世代」、12歳は「黒世代」と呼び分けられる。人数は不明。色影衆は世代ごとに徒党を組むことが多い。「24枠」進行中はナンバリングで呼び合う。影武者候補と偽って参戦している者も中にはいる。現在のファイナルナンバー（影武者に限りなく近い人物）は誰なのか不明である。過去には「姫」がファイナルナンバーとなり、筆頭表番になった例がある。あすかを倒した場合のボーナスポイントは、一気に［三色］の影武者に成れるほどである。
「24枠」中盤、ナンバリングのある者に強制招集がかけられ、決起集会が行われた。
［色影衆］（色影衆候補）
九曜紋が葵影を倒したため、色影衆候補の中から葵影に収まる者がいる。
紅影が色影衆候補の中から30人ほどの精鋭を集め、紅影軍団を作った。そして神（ジーザス）の影武者・夜羽と戦わせた。
東条 ティアラ（とうじょう ティアラ）
赤の13（サーティーン）。あすかの影武者希望を宣言し、あすかを付け回す。しかし、あすかより10cmほど身長が高く、「不可能だ」と断言される。それでも諦めない。
あすかから、「あすかとして立っていろ。あすかに見えたら襲って来ない」との試練を受けたが、末端構成員達に襲われ無理だった。最首に助けられ、本当の影武者である九曜紋二人と矢子舞・姉との戦いを渋谷川暗渠で見せ付けられ、自身も参戦した。
「24枠」中盤、あすかの影武者となるための決意として髪を切り、黒の2、青の55、“紅”にあすかだと錯覚させた。　　　
村主 彩花（すぐり さいか）
黒の2（セカンド）。左目の下に泣きぼくろがあり、帽子をかぶっている。東条ティアラと家が隣同士で同じ学校に通っている。「姫」の言う「黒世代にいる一人の頭の良い人物」。紅影になろうとしている。初めに表番を狙えと言い出す。影武者候補が表番を束になって掛かったら、一人くらい倒せる、と想定した。
ミコに一発攻撃を加えボーナスポイントをとった。
あすかが宣戦布告のメッセージを拡散した夜、紅影に襲われる。紅影によって影武者候補の精鋭による軍勢（紅影軍団）の一人として、神（ジーザス）の影武者・夜羽のドローンと戦わされるが、途中から観戦に徹した。「24枠」の様々な思惑を推理し的中させる。今後は実績を作り、上の存在にアピールしようとしている。
「24枠」中盤からは紅影軍団から外れ、あすかと見間違えたるようになった東条ティアラに可能性を見出し、行動を共にする。
関本 あかり（せきもと あかり）
青の55（ゴーゴー）。身長180cmでゴツい体型。男顔で短髪にリボンを付けている。村主彩花と一緒にいることが多い。
村主彩花と同様に、あすかが宣戦布告のメッセージを拡散した夜、紅影に襲われ、紅影に紅影軍団として、神（ジーザス）の影武者・夜羽のドローンと戦わされボロボロになる。
赤の二十三
ポニーテールで男言葉で話す。紅影に選抜されたことを得意がるが、紅影の手下に成り下がったと反発されもする。
赤の十一
ハチマキをしている。
赤の七

青の一（ブルーマウンテン）
色影衆の集会にて主導権を持った。紅影に選抜されたが無視したと得意がる。
黒の九（黒のナイン）
黒の九は本来欠番とされていた。色影衆が強制招集させられた決起集会にて、朱影を倒したと断言する。

## 用語

### 「24枠」
- 裏番十人衆の影武者24人、および末端構成員の中にいる影武者候補「色影衆」（人数不明）が、影武者の24枠を争奪する抗争である。
- 影武者の頂点ファントムの称号を勝ち取り合う。
  - ファントムの影武者を持つことは裏番十人衆にとってのステイタスである。
- 裏番十人衆（本体）がその抗争を見、自分の影武者を継続させるか差し替えるかを見極める。
- 東区裏番“神（ジーザス）”と南区裏番“ミロク”は、両者とも影武者の枠を8ずつ持つ。両者の持つ影武者達の位も上位を独占している為、東区と南区との抗争は「神対決」とも呼ばれる。
- 東区裏番“神（ジーザス）”南区裏番“ミロク”の所有する影武者枠を、他の裏番達は「24枠」中に取り合い自分の影武者を増やそうとする。
- 影武者と影武者候補者達の抗争であり、本体の出番はない。九曜紋と対決すれば、敗北してもランクアップする。
- 九曜紋が参戦するのは極めて異例のことである。
- ［“紅”が立案しHIBARIが承諾した新ルール］
  - 九楽あすかに接触した者総てが色影衆のターゲットとなり、ターゲットに対して好戦および倒せばボーナスポイントとなる。そのポイントの多さが影武者昇格の条件の一つになる。
  - ターゲットには九楽あすかが付いて回り、元・側近“左”と対峙することでの評価もある。

#### 「24枠」開始時の影武者の位と本体
| 位 | 名前               | 本体           |
| -- | ------------------ | -------------- |
| 1  | 志文（しもん）     | 神（ジーザス） |
| 2  | 由陀（ユダ）       | 神（ジーザス） |
| 3  | 美平（ミヒラ）     | ミロク         |
| 4  | インドラ           | ミロク         |
| 5  | 夜羽（よはね）     | 神（ジーザス） |
| 6  | TOMAS（トマス）    | 神（ジーザス） |
| 7  | 馬珠羅（マジュラ） | ミロク         |
| 8  | 紅影（べにかげ）   | 紅             |
| 9  | ペトロ             | 神（ジーザス） |
| 10 | みかえる           | 天使           |
| 11 | 葵影（あおかげ）   | 葵             |
| 12 | あにら             | ミロク         |
| 13 | シャンデラ         | ミロク         |
| 14 | 波（ぱ）じゅら     | ミロク         |
| 15 | クンビーラ         | ミロク         |
| 16 | 鬼影（おにかげ）   | ブルーサイド   |
| 17 | 真田衣（またい）   | 神（ジーザス） |
| 18 | 鬼影（おにかげ）   | レッドサイド   |
| 19 | 朱影（あかかげ）   | 朱             |
| 20 | 矢子舞（やこぶ）   | 神（ジーザス） |
| 21 | 矢子舞2nd          | 神（ジーザス） |
| 22 | マンデーラ         | ミロク         |
| 23 | -                  | 局衆           |
| 24 | -                  | 局衆           |

## 書誌情報
- 高口里純『花のあすか組! ∞インフィニティ』祥伝社〈FEELコミックス FC Jam〉、全9巻
  1. 2019年7月8日発売[2]、ISBN 978-4-396-79136-0
  2. 2019年7月8日発売[3]、ISBN 978-4-396-79137-7
  3. 2020年1月8日発売[4]、ISBN 978-4-396-79148-3
  4. 2020年8月6日発売[5]、ISBN 978-4-396-79166-7
  5. 2021年1月8日発売[6]、ISBN 978-4-396-79178-0
  6. 2021年6月7日発売[7]、ISBN 978-4-396-79188-9
  7. 2021年9月8日発売[8]、ISBN 978-4-396-79195-7
  8. 2021年10月8日発売[9]、ISBN 978-4-396-79199-5
  9. 2021年11月8日発売[10]、ISBN 978-4-396-79203-9